# John Playfair
John Playfair (Dundee, Escócia, 10 de março de 1748 – Burntisland, Escócia, 20 de julho de 1819) foi um ministro da Igreja da Escócia, lembrado como cientista e matemático, e professor de filosofia natural na Universidade de Edimburgo. Ele é mais conhecido por seu livro Ilustrações da Teoria Huttoniana da Terra (1802), que resumiu o trabalho de James Hutton. Foi por meio desse livro que o princípio do uniformitarismo de Hutton, mais tarde adotado por Charles Lyell, atingiu um grande público pela primeira vez. Da Playfair livro Elementos de Geometria fez uma expressão breve de Euclides (postulado das paralelas) conhecido agora como axioma de Playfair.
Em 1783 ele foi cofundador da Royal Society of Edinburgh. Ele serviu como secretário-geral da sociedade de 1798–1819.

## Vida
Nasceu em Benvie, ligeiramente a oeste de Dundee, filha de Margaret Young (1719/20 - 1805) e do reverendo James Playfair (falecido em 1772), o ministro do kirk de Liff e Benvie.
Playfair foi educado em casa até os 14 anos, quando entrou na Universidade de St Andrews para estudar teologia. Ele também fez estudos adicionais na Universidade de Edimburgo. Em 1766, com apenas 18 anos, ele foi candidato à cadeira de matemática no Marischal College (agora parte da Universidade de Aberdeen) e, embora não tenha tido sucesso, suas reivindicações foram admitidas como altas.
Seis anos depois (1772), ele se candidatou à cadeira de filosofia natural (física) na St Andrews University, mas novamente sem sucesso. Em 1773 ele foi licenciado para pregar pela Igreja da Escócia e foi oferecido as paróquias unidas de Liff e sua paróquia de Benvie (tornada vaga pela morte de seu pai). No entanto, Playfair escolheu continuar seus estudos em matemática e física e, em 1782, renunciou ao cargo para se tornar o tutor de Adam Ferguson. Com esse arranjo, Playfair visitava regularmente Edimburgo e passou a cultivar a sociedade literária e científica pela qual a cidade era especialmente distinguida na época. Em particular, ele frequentou o curso de história natural de John Walker. Por intermédio de Nevil Maskelyne, cujo conhecimento ele conheceu durante os famosos experimentos de Schiehallion em 1774, ele também obteve acesso aos círculos científicos de Londres. Em 1785, quando Dugald Stewart sucedeu Ferguson na cadeira de filosofia moral da Universidade de Edimburgo, Playfair sucedeu ao primeiro para se tornar a cadeira de matemática.

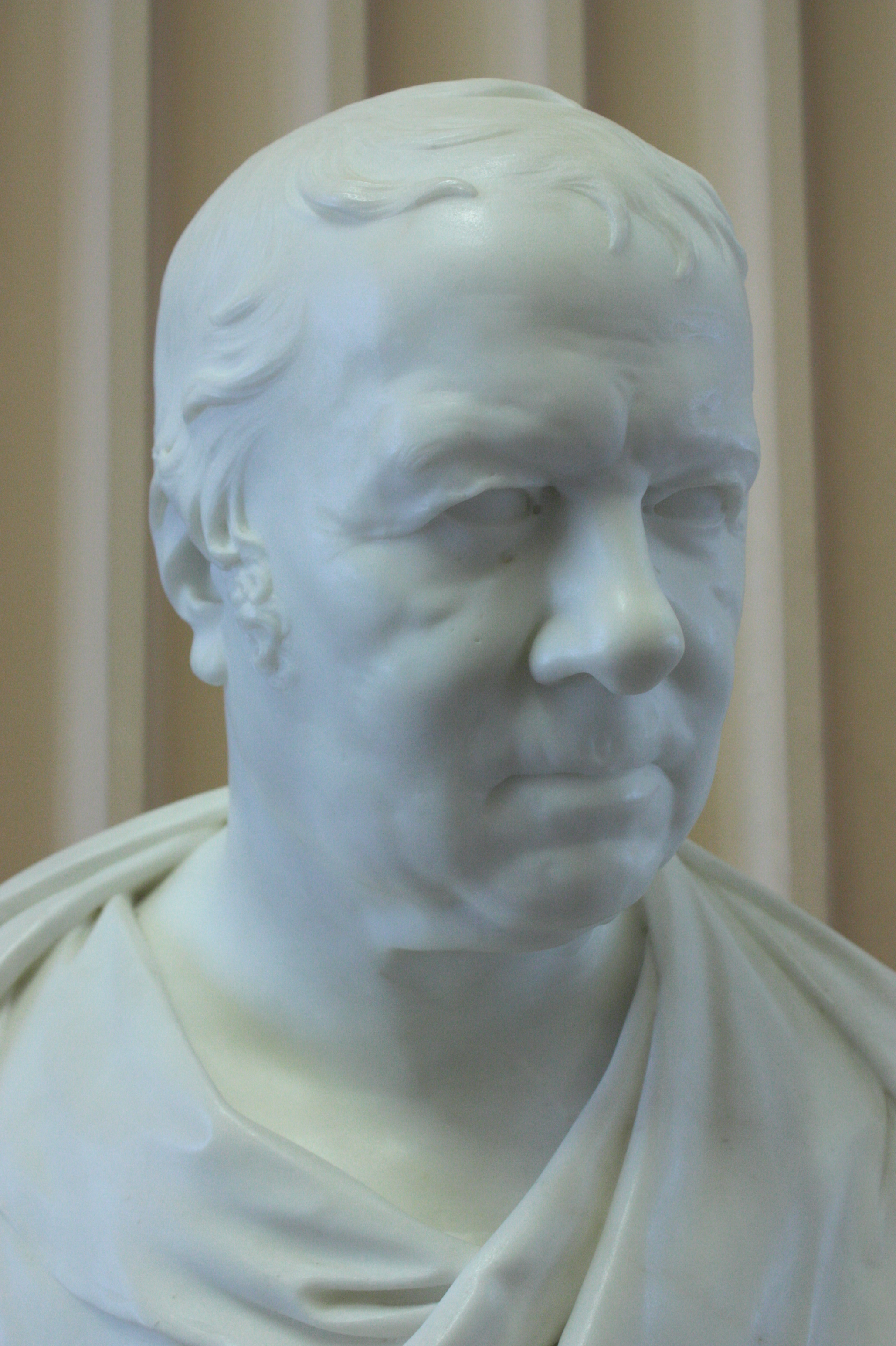
Sir John Playfair de Sir Francis Chantrey

Em 1795, a Playfair publicou uma formulação alternativa e mais rigorosa do postulado paralelo de Euclides, que agora é chamada de axioma de Playfair. Embora o axioma traga o nome de Playfair, ele não o criou, mas creditou a outros, em particular a William Ludlam, por seu uso anterior. Em 1802, Playfair publicou seu célebre volume intitulado Ilustrações da Teoria Huttoniana da Terra. Acredita-se que a influência exercida por James Hutton no desenvolvimento da geologia se deva em grande parte à sua publicação. Em 1805, Playfair trocou a cadeira de matemática pela de filosofia natural em sucessão a John Robison, a quem também sucedeu como secretário-geral da Royal Society of Edinburgh. Ele teve um papel proeminente, do lado liberal, na controvérsia eclesiástica que surgiu em conexão com a nomeação de Sir John Leslie para o cargo que ele havia desocupado, e publicou uma carta satírica (1806).
Ele se mudou de 6 Buccleuch Place para uma nova casa em 2 Albany Street (então chamada de Albany Row) em 1807.
Playfair era um oponente de Gottfried Leibniz do princípio vis viva, uma versão inicial da conservação de energia. Em 1808, ele lançou um ataque ao trabalho de John Smeaton e William Hyde Wollaston defendendo a teoria. Em 1808 ele também publicou uma revisão do Traité de Mécanique Celeste de Laplace.
Ele morreu em 2 Albany Street em 20 de julho de 1819. Ele está enterrado nas proximidades, em Old Calton Burial Ground (um cemitério secular).